# غريغ كورستين
غريغ كورستين (Greg Kirstin) من موالبد 14 مايو 1969 هو مغني و كاتب أغاني و منتج موسيقي أمريكي .

## روابط خارجية
- غريغ كورستين على موقع IMDb (الإنجليزية)
- غريغ كورستين على موقع ميوزك برينز (الإنجليزية)
- غريغ كورستين على موقع قاعدة بيانات برودواي على الإنترنت (الإنجليزية)
- غريغ كورستين على موقع أول ميوزيك (الإنجليزية)
- غريغ كورستين على موقع ديسكوغز (الإنجليزية)